# Thea
- Commons
- Wikispecies

Thea, segundo Carl von Linné na sua obra "Species plantarum", era um gênero botânico da classe Polyandria.
Atualmente é um subgênero do gênero Camellia, tribo Theeae, família Theaceae.
Na mesma classificação de Linné Camellia era um gênero da classe Monadelphia.

## Espécies
- Thea sinensis L = Camellia sinensis (L.) Kuntze
- Lista completa

## Classificação do gênero
| Sistema | Classificação                      | Referência               |
| ------- | ---------------------------------- | ------------------------ |
| Linné   | Classe Polyandria, ordem Monogynia | Species plantarum (1753) |